# Cảng Hòn Gai
Cảng Hòn Gai là một cảng biển tổng hợp quốc gia, đầu mối khu vực (cảng loại I) của Việt Nam, trong vịnh Hạ Long. Cảng Hòn Gai bao gồm:
- Khu bến cảng chính Cái Lân có khả năng tiếp nhận tàu đến 40 nghìn DWT
- Bến xi măng Thăng Long, điện Hạ Long: chuyên dùng để vận chuyển xi măng, clinker và than, có khả năng tiếp nhận tàu đến 20 nghìn DWT
- Bến dầu B12: chuyên dùng để vận chuyển hàng lỏng, có khả năng tiếp nhận tàu đến 40 nghìn DWT,
- Bến khách Hòn Gai: chuyên dùng để vận chuyển hành khách du lịch, hành khách Bắc-Nam, kết hợp với vận chuyển hàng sạch. Bến này có khả năng tiếp nhận tàu 80 nghìn đến 100 nghìn GRT

Hiện Chính phủ Việt Nam có kế hoạch nạo vét, nâng cấp khu bến chính Cái Lân để có thể tiếp nhận được tàu 50 nghìn DWT và có công suất bốc dỡ hàng hóa đạt 12 triệu tấn vào năm 2015, 18 triệu tấn vào năm 2020.